# Giải bóng đá hạng ba quốc gia Cộng hòa Síp 2011–12
Giải bóng đá hạng ba quốc gia Cộng hòa Síp 2011–12 là mùa giải thứ 41 của giải bóng đá hạng ba Cộng hòa Síp. AEK Kouklia giành danh hiệu đầu tiên.

## Thể thức thi đấu
Có 14 đội bóng tham gia Giải bóng đá hạng ba quốc gia Cộng hòa Síp 2011–12. Tất cả các đội thi đấu với nhau hai lần, một ở sân nhà và một ở sân khách. Đội bóng nhiều điểm nhất vào cuối mùa giải sẽ là đội vô địch. Ba đội đầu bảng sẽ lên chơi ở Giải bóng đá hạng nhì quốc gia Cộng hòa Síp 2012–13 và ba đội cuối bảng xuống chơi tại Giải bóng đá hạng tư quốc gia Cộng hòa Síp 2012–13.
Tuy nhiên, vào mùa hè, vì APOP Kinyras (đội sẽ tham gia Giải bóng đá hạng ba quốc gia Cộng hòa Síp 2012–13) bị xuống chơi tại Giải bóng đá hạng tư quốc gia Cộng hòa Síp 2012–13 sau quyết định của FIFA, vì vậy đội bóng thứ 12 Achyronas Liopetriou đá một trận playoff một lượt với đội xếp thứ tư của Giải bóng đá hạng tư quốc gia Cộng hòa Síp 2011–12, P.O. Xylotymvou cho một suất ở Giải bóng đá hạng ba quốc gia Cộng hòa Síp 2012–13.

### Hệ thống điểm
Các đội bóng nhận được 3 điểm cho một trận thắng, 1 điểm cho một trận hòa và 0 điểm cho một trận thua.

## Thay đổi so với mùa giải trước
Các đội bóng thăng hạng Giải bóng đá hạng nhì quốc gia Cộng hòa Síp 2011–12
- Ethnikos Assia
- Enosis Neon Parekklisia
- Ayia Napa

Các đội bóng xuống hạng từ Giải bóng đá hạng nhì quốc gia Cộng hòa Síp 2010–11
- ASIL Lysi
- Digenis Akritas Morphou
- Adonis Idaliou

Các đội bóng thăng hạng từ Giải bóng đá hạng tư quốc gia Cộng hòa Síp 2010–11
- Ormideia FC
- POL/AE Maroni
- Achyronas Liopetriou

Các đội bóng xuống hạng Giải bóng đá hạng tư quốc gia Cộng hòa Síp 2011–12
- Digenis Oroklinis
- MEAP Nisou
- Iraklis Gerolakkou

## Sân vận động và địa điểm
| Câu lạc bộ       | Địa điểm                           |
| ---------------- | ---------------------------------- |
| Adonis           | Adonis Idaliou Stadium             |
| AEZ              | Zakaki Municipal Stadium           |
| AEK              | Kouklia Municipal Stadium          |
| Anagennisi       | Germasogeia Municipal Stadium      |
| ASIL             | Stadium Grigoris Afxentiou         |
| Achyronas        | Liopetri Municipal Stadium         |
| Digenis          | Makario Stadium                    |
| Elpida           | Michalonikion Stadium              |
| ENAD             | Poli Chrysochous Municipal Stadium |
| Nikos & Sokratis | Erimi Municipal Stadium            |
| Ormideia FC      | Ormideia Municipal Stadium         |
| POL/AEM          | Maroni Municipal Stadium           |
| Spartakos        | Kiti Municipal Stadium             |
| Frenaros FC      | Frenaros Municipal Stadium         |

## Bảng xếp hạng
| Vị thứ | Đội bóng                | St. | T. | H. | B. | BT. | BB. | HS. | Đ  | Ghi chú                                                                 |
| ------ | ----------------------- | --- | -- | -- | -- | --- | --- | --- | -- | ----------------------------------------------------------------------- |
| 1      | AEK Kouklia             | 26  | 20 | 1  | 5  | 62  | 16  | 46  | 61 | Vô địch-Thăng hạng Giải bóng đá hạng nhì quốc gia Cộng hòa Síp 2012–13. |
| 2      | Nikos & Sokratis Erimis | 26  | 16 | 5  | 5  | 42  | 26  | 16  | 53 | Thăng hạng Giải bóng đá hạng nhì quốc gia Cộng hòa Síp 2012–13.         |
| 3      | AEZ Zakakiou            | 26  | 16 | 4  | 6  | 43  | 28  | 15  | 52 | Thăng hạng Giải bóng đá hạng nhì quốc gia Cộng hòa Síp 2012–13.         |
| 4      | ASIL Lysi               | 26  | 13 | 7  | 6  | 56  | 26  | 30  | 46 |                                                                         |
| 5      | Adonis Idaliou          | 26  | 12 | 6  | 8  | 43  | 33  | 10  | 42 |                                                                         |
| 6      | ENAD Polis Chrysochous  | 26  | 10 | 8  | 8  | 39  | 33  | 6   | 38 |                                                                         |
| 7      | Spartakos Kitiou        | 26  | 11 | 4  | 11 | 36  | 28  | 8   | 37 |                                                                         |
| 8      | Digenis Akritas Morphou | 26  | 9  | 6  | 11 | 33  | 35  | -2  | 33 |                                                                         |
| 9      | Frenaros FC             | 26  | 6  | 14 | 6  | 29  | 33  | -4  | 32 |                                                                         |
| 10     | Elpida Xylofagou        | 26  | 8  | 7  | 11 | 26  | 36  | -10 | 31 |                                                                         |
| 11     | Ormideia FC             | 26  | 8  | 6  | 12 | 27  | 33  | -6  | 30 |                                                                         |
| 12     | Achyronas Liopetriou    | 26  | 8  | 4  | 14 | 32  | 46  | -14 | 28 | Playoff Xuống hạng.                                                     |
| 13     | Anagennisi Germasogeias | 26  | 5  | 8  | 13 | 21  | 38  | -17 | 23 | Xuống hạng Giải bóng đá hạng tư quốc gia Cộng hòa Síp 2012–13.          |
| 14     | POL/AE Maroni           | 26  | 0  | 0  | 26 | 0   | 78  | -78 | 01 | Xuống hạng Giải bóng đá hạng tư quốc gia Cộng hòa Síp 2012–13.          |

Hệ thống điểm: Thắng=3 điểm, Hòa=1 điểm, Thua=0 điểm
Luật xếp hạng: 1) điểm; 2) điểm thành tích đối đầu; 3) hiệu số thành tích đối đầu; 4) số bàn thắng sân khách đối đầu; 5) hiệu số; 6) số bàn thắng

Nguồn: League standings at CFA
1POL/AE Maroni bỏ giải sau vòng đấu thứ 14 vì lý do tài chính. Tất cả các trận đấu được tính 0-3 cho các đối thủ.

## Kết quả
| ↓Home / Away→    | DNA | AEZ | AEK | ANG | ASL | ACR | DGN | ELP | END | NSE | ORM | POL | SPR | FRN |
| ---------------- | --- | --- | --- | --- | --- | --- | --- | --- | --- | --- | --- | --- | --- | --- |
| Adonis           |     | 1-2 | 1-2 | 1-1 | 0-0 | 3-3 | 3-1 | 1-0 | 1-0 | 4-2 | 2-1 | 3-0 | 2-1 | 1-2 |
| AEZ              | 2-1 |     | 3-2 | 1-0 | 2-1 | 4-1 | 2-1 | 6-0 | 0-0 | 2-1 | 2-0 | 3-0 | 2-1 | 2-0 |
| AEK              | 3-0 | 2-0 |     | 2-0 | 1-0 | 5-0 | 4-1 | 2-0 | 3-0 | 1-0 | 2-1 | 3-0 | 2-3 | 6-0 |
| Anagennisi       | 1-2 | 2-2 | 2-1 |     | 0-0 | 0-0 | 0-0 | 1-0 | 0-2 | 0-1 | 0-0 | 3-0 | 0-3 | 2-0 |
| ASIL             | 2-2 | 6-0 | 2-1 | 3-0 |     | 3-0 | 1-2 | 4-1 | 3-2 | 7-1 | 2-1 | 3-0 | 4-1 | 0-0 |
| Achyronas        | 1-0 | 0-1 | 1-3 | 2-1 | 0-2 |     | 3-1 | 3-1 | 5-3 | 1-2 | 1-0 | 3-0 | 1-3 | 0-2 |
| Digenis          | 0-3 | 1-2 | 0-1 | 1-0 | 2-2 | 1-0 |     | 3-1 | 1-2 | 1-2 | 3-0 | 3-0 | 2-1 | 1-1 |
| Elpida           | 1-0 | 1-1 | 0-3 | 5-3 | 2-0 | 1-1 | 1-1 |     | 0-0 | 0-1 | 2-1 | 3-0 | 2-1 | 0-0 |
| ENAD             | 1-1 | 3-0 | 0-3 | 4-0 | 3-3 | 3-1 | 3-1 | 1-0 |     | 1-1 | 2-2 | 3-0 | 1-0 | 2-2 |
| Nikos & Sokratis | 3-2 | 1-0 | 1-0 | 4-1 | 3-1 | 3-0 | 0-0 | 0-1 | 2-0 |     | 1-0 | 3-0 | 0-0 | 3-1 |
| Ormideia FC      | 1-2 | 1-0 | 1-6 | 3-0 | 1-0 | 1-0 | 1-0 | 1-1 | 3-0 | 1-1 |     | 3-0 | 0-0 | 1-3 |
| POL/AEM          | 0-3 | 0-3 | 0-3 | 0-3 | 0-3 | 0-3 | 0-3 | 0-3 | 0-3 | 0-3 | 0-3 |     | 0-3 | 0-3 |
| Spartakos        | 1-2 | 1-0 | 0-1 | 0-0 | 0-3 | 1-0 | 2-3 | 2-0 | 1-0 | 0-0 | 3-0 | 3-0 |     | 3-0 |
| Frenaros FC      | 2-2 | 1-1 | 0-0 | 1-1 | 1-1 | 2-2 | 0-0 | 0-0 | 0-0 | 2-3 | 0-0 | 3-0 | 3-2 |     |

POL/AE Maroni bỏ giải sau vòng đấu thứ 14 vì lý do tài chính. Tất cả các trận đấu đều được tính 0-3 cho các đối thủ.
Nguồn: Results at CFA

## Playoff Xuống hạng
|                   | 2–2 |                 |
| ----------------- | --- | --------------- |
| Elia 52', 75'     |     | Panagi 55', 59' |
| Loạt sút luân lưu |     |                 |
|                   | 5–4 |                 |

Nguồn: Result at CFA